# Reflector (fotografía)

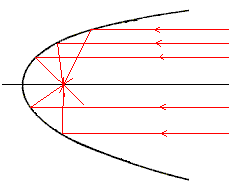
Principio de un reflector parabólico.

Un reflector es una superficie que refleja la luz o cualquier otro tipo de onda.
En muchos casos, como el de las antenas parabólicas o algunos espejos concentradores de luz, las superficies reflectoras tienen la forma de una parábola, o más precisamente de un paraboloide de revolución; y por ello cumplen con su principal propiedad: que todos los haces que chocan en ellas se reflejan en un punto en común, llamado foco.

## Reflector fotográfico
Puesto que la luz desempeña un rol tan importante en las tomas, los reflectores son uno de los principales aliados de todo fotógrafo y muy especialmente a la hora de hacer sesiones de estudio, una fotografía digamos más profesional. 
Los efectos son muy buscados, ya que básicamente aumentan el contraste en las áreas iluminadas y a la vez disminuyen las sombras molestas. 
La luz que rebota en un reflector puede utilizarse como luz de relleno fácilmente (la ley inversa del cuadrado, y por lo tanto la distancia es determinante, tanto como su tamaño). El manejo es sencillo, hay que tener solo en cuenta que la luz que rebota en un reflector regresa en el mismo ángulo en el que ésta incide sobre él. EJ: si la luz incide a 45º, es reflejada a 45º.
Su uso, en múltiples ocasiones, evita la utilización del flash, pudiendo así lograr tomas con una iluminación mucho menos forzada. Los reflectores están hechos con materiales especialmente eficaces, para que a la hora de refractar la luz, sea el efecto buscado.
Las unidades de flash sin reflectores, prácticamente no son adecuadas para la fotografía profesional de estudio, porque al encontrarse en superficies reducidas, éstas despiden una luz muy dura que puede ocasionar problemas de transición entre claros y oscuros. Su utilización es totalmente válida en exteriores sin necesidad de focos y flashes, prevaleciendo la luz natural.
La rectificación de la fuente de luz se realiza mediante el uso de dichos reflectores que radian la luz en una sola dirección. La forma de la luz a través del reflector puede comprimirse en un haz o dispersarse. Cuanto más dispersa sea la luz, más suave será tu efecto.
Los reflectores son una de las herramientas más útiles para la macro-fotografía de flores e insectos.

### Tipos de reflectores y efectos
- Blanco/Plateado: Por lo general, el más conocido es el reflector blanco. Lo que produce dicho reflector es una luz suave, que lo hace ideal para rellenar algunas sombras en los retratos. Si colocamos al personaje u objeto a fotografiar  junto a una ventana, la luz entrará de lado, seguramente produciendo sombras bajo la nariz, los ojos y la mandíbula (en el caso de un retrato), sobre todo si la luz es muy fuerte. Colocando entonces un reflector (concretamente el blanco) en el lado opuesto a la ventana, éstas pueden atenuarse. También tenemos el reflector plateado, que es el más refractante. Este ayudará a compensar la falta de focos cuando se requiere iluminación profesional, pudiendo cubrir el lugar de uno de ellos.

Los reflectores blancos son los favoritos de los fotógrafos. Los plateados, por lo general, reflejan demasiada luz. El reflector blanco ofrece un resultado suave y con unos colores naturales. El reflector plateado es perfecto para una mayor luminosidad. Acentúa indirectamente la luz y el contraste. No modifica el color.
- Dorados: Los reflectores dorados tienden a darle un tono más acogedor a las fotografías, pues ofrecen un reflejo de luz más caliente. Este tipo de luz hace que la piel adquiera un cierto brillo que la hace más atractiva.

Este reflector aporta un matiz cálido a la luz que refracta. Suele utilizarse en tomas al aire libre durante  primavera – verano, para acentuar los rasgos característicos de estas coloridas estaciones o incluso en atardeceres. A la hora de hacer retratos o sesiones de estudio, a veces se emplea para darle a la piel del modelo un sutil brillo, a fin de hacerla más tostada y mejor luminosidad.El reflector dorado, en sí mismo, logra unos colores más cálidos.
- Fuego solar o Sunlight: Dentro de los de uso más específico, también tenemos los de fuego solar o sunlight, que poseen franjas doradas y plateadas. Esta combinación refleja fuertemente la luz, pero dándole un toque cálido. Se puede decir que pretende crear el efecto de luz solar, cuyas franjas plateadas son más anchas para reflejar mucha más luz. Por lo general, éstos son muy utilizados en las fotografías de bodas.

- Reflector translúcido: La tela neutra translúcida reduce la intensidad de la luz en aproximadamente 1 f/stops, al tiempo que la atenúa y distribuye. El reflector translúcido se utiliza para lograr una luz suave.

- Negro: El reflector negro busca un efecto totalmente opuesto,elimina los reflejos absorbiendo la luz. Este resulta especialmente útil al fotografiar superficies de cristal o plástico.

Normalmente están dispuestos a hacer la inversión, que por lo general, vienen combinados (un tipo de reflector de un lado y otro tipo del otro) y que no necesariamente deben ser difíciles de llevar o guardar, puesto que vienen en diferentes tamaños.
El reflector negro sirve para crear efectos dramáticos. Permite eliminar los reflejos luminosos y obtener efectos con las sombras.

### Otros reflectores más específicos
- Bounce card: El Bounce Card es un reflector más específico. De luz universal y orientable hasta el infinito, ofrece una difusión inteligente de la luz que emite el flash o de las luces de estudio. Dicho reflector es polivalente y plegable siendo compatible con todos los soportes de flash gracias a que poseen ,la inmensa mayoría, un pie de fijación universal.

- Beamer: Este en concreto se utiliza para flash de largo alcance. Es un concentrador de la luz del flash para el uso con teleobjetivos.

### Datos de interés
Los reflectores (sin ser los específicos) vienen en diferentes tamaños (12″, 22″, 42″, 48″,…). Por lo general, son de forma circular, aunque existen otros que pueden ser sujetos a un trípode y en ocasiones semejan un triángulo. 
La mayoría de los reflectores comerciales son fabricados de una tela especial que refleja la luz, pudiendo utilizar cualquier superficie (una hoja de papel o una pared blanca).
Uno de los reflectores más fáciles de usar son los techos de las casas. Solo se necesita una fuente de luz, como un flash, apuntando hacia el techo en un ángulo de 45 grados, ofreciendo una luz de rebote difusa y bastante agradable para los retratos.
Los de uso específico van complementados con el flash.